# Surodadi (Gringsing)
Surodadi is een bestuurslaag in het regentschap Batang van de provincie Midden-Java, Indonesië. Surodadi telt 2505 inwoners (volkstelling 2010).

## Geschiedenis
Het bestaan van Surodadi Village kan niet los worden gezien van de folklore van de oprichter van Surodadi Village, namelijk Mbah Kayai Kahsan Khoir, hij was een soldaat uit Mataram.  Destijds werd het Mataram Sultanaat geleid door Sultan Agung in 1628. Destijds stuurde Sultan Agung troepen naar Batavia in navolging van de Mataram-troepen onder leiding van Prins Tumenggung Bahurekso of de toenmalige regent van Kendal, zoals het Noord-Mataram-leger, na in Batavia verloor het leger uit Mataram en velen stierven en velen overleefden, waaronder Kyai Khasan Khoir die terugkeerde naar Kendal.  Veel van de nog levende soldaten vluchtten naar het bos en stichtten uiteindelijk lokale gebieden/dorpen zoals Pangeran Sambong, Kyai Kendil Wesi, Kyai Gentong Lontong, Kyai Krinci, Ki Demang Sulang en ook Mbah Khasan Khoir die Surodadi Village opende. ]